# Dracula (växter)
För andra betydelser, se Dracula (olika betydelser).
Dracula är ett släkte av orkidéer. Dracula ingår i familjen orkidéer.

## Bildgalleri

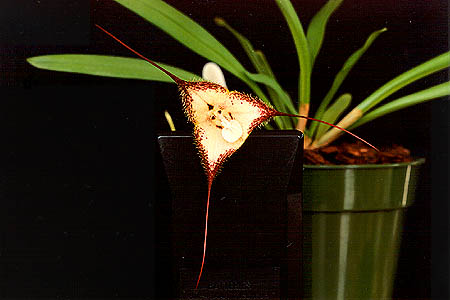
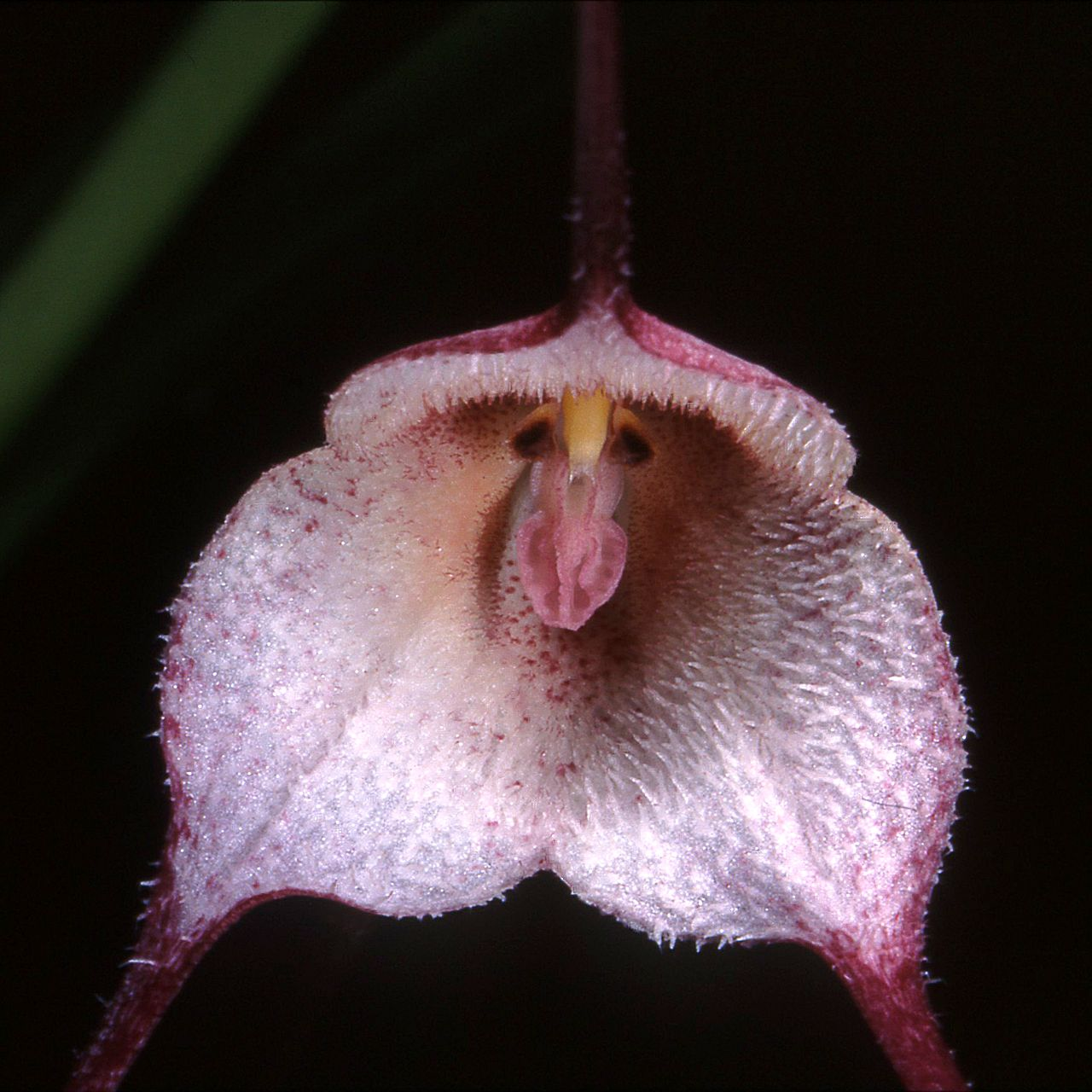
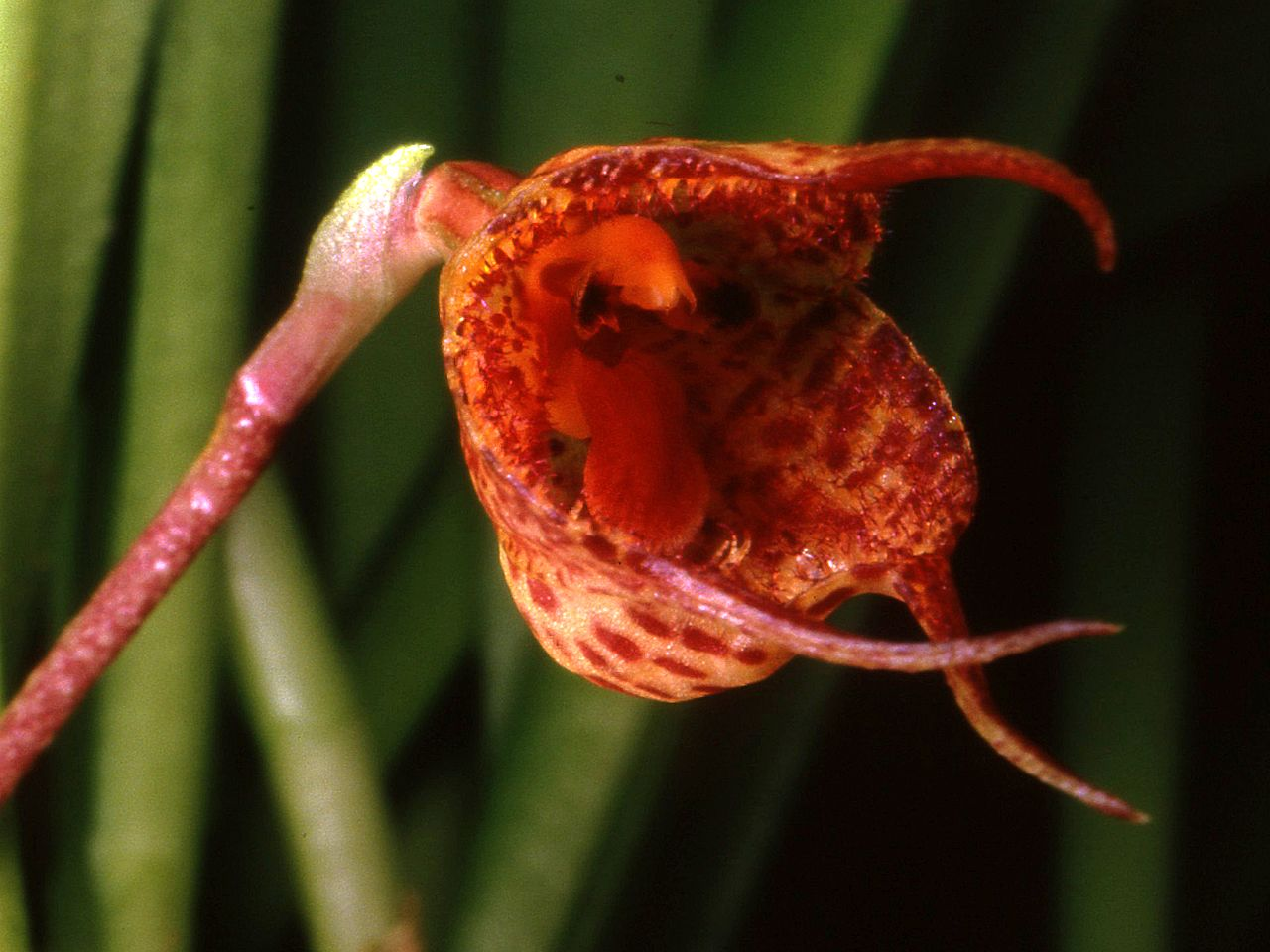
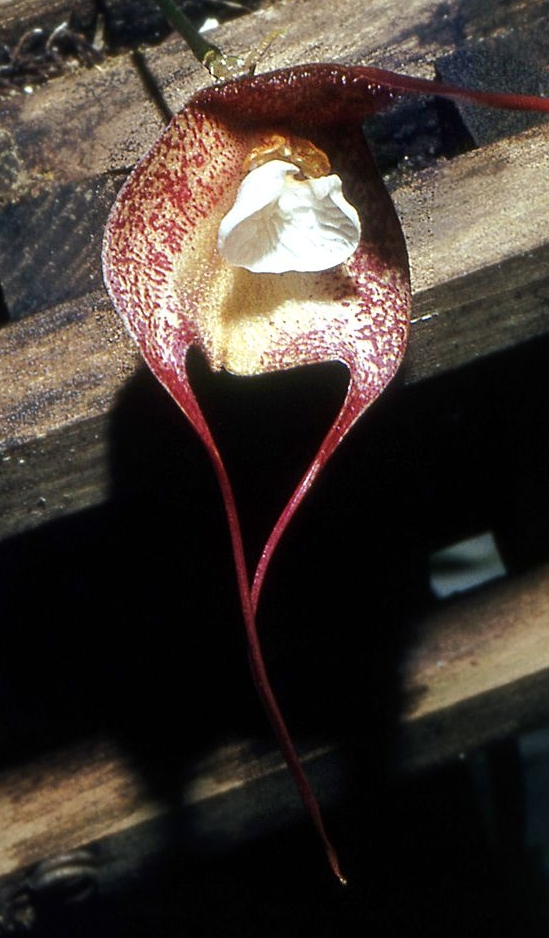
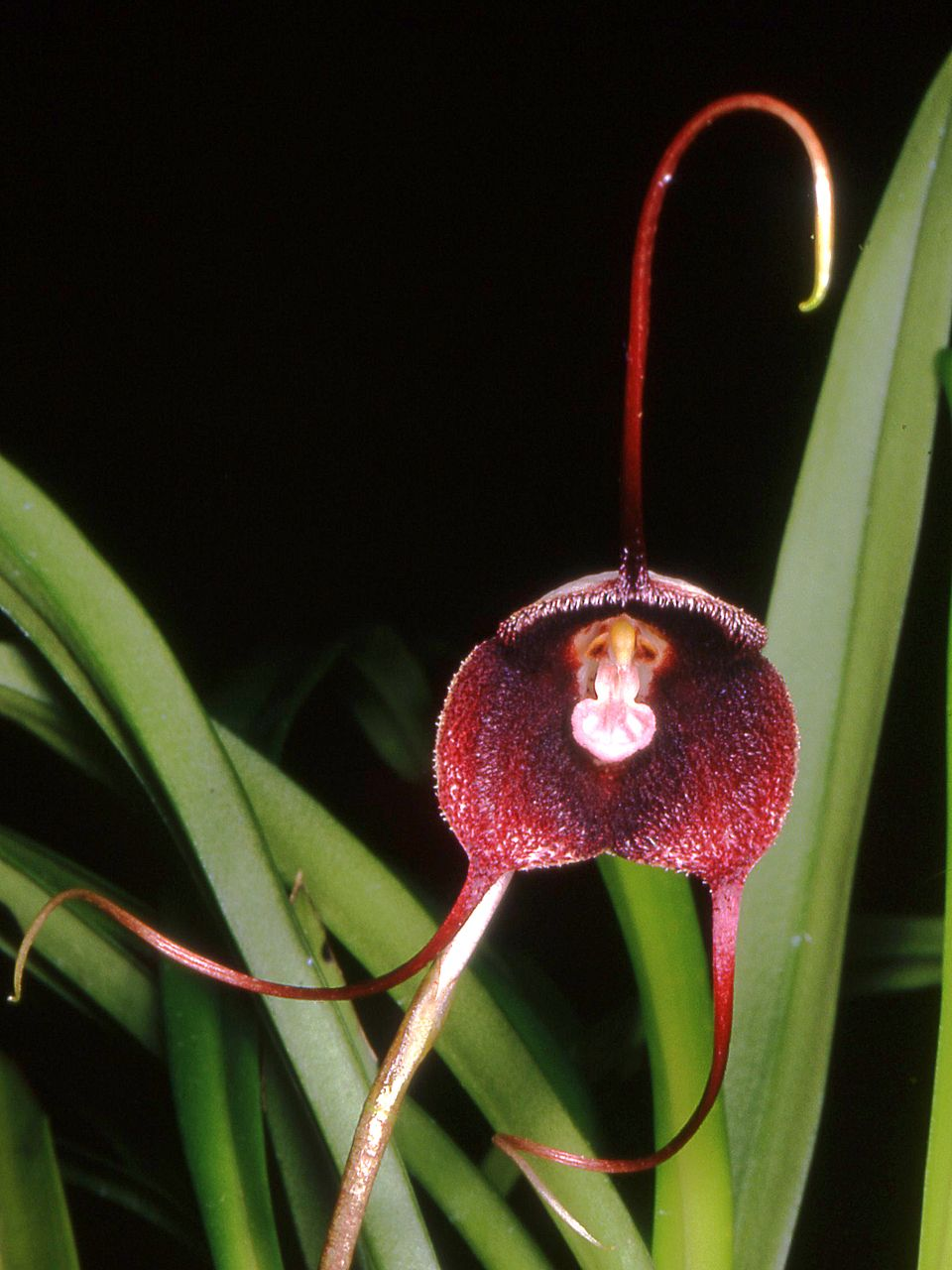
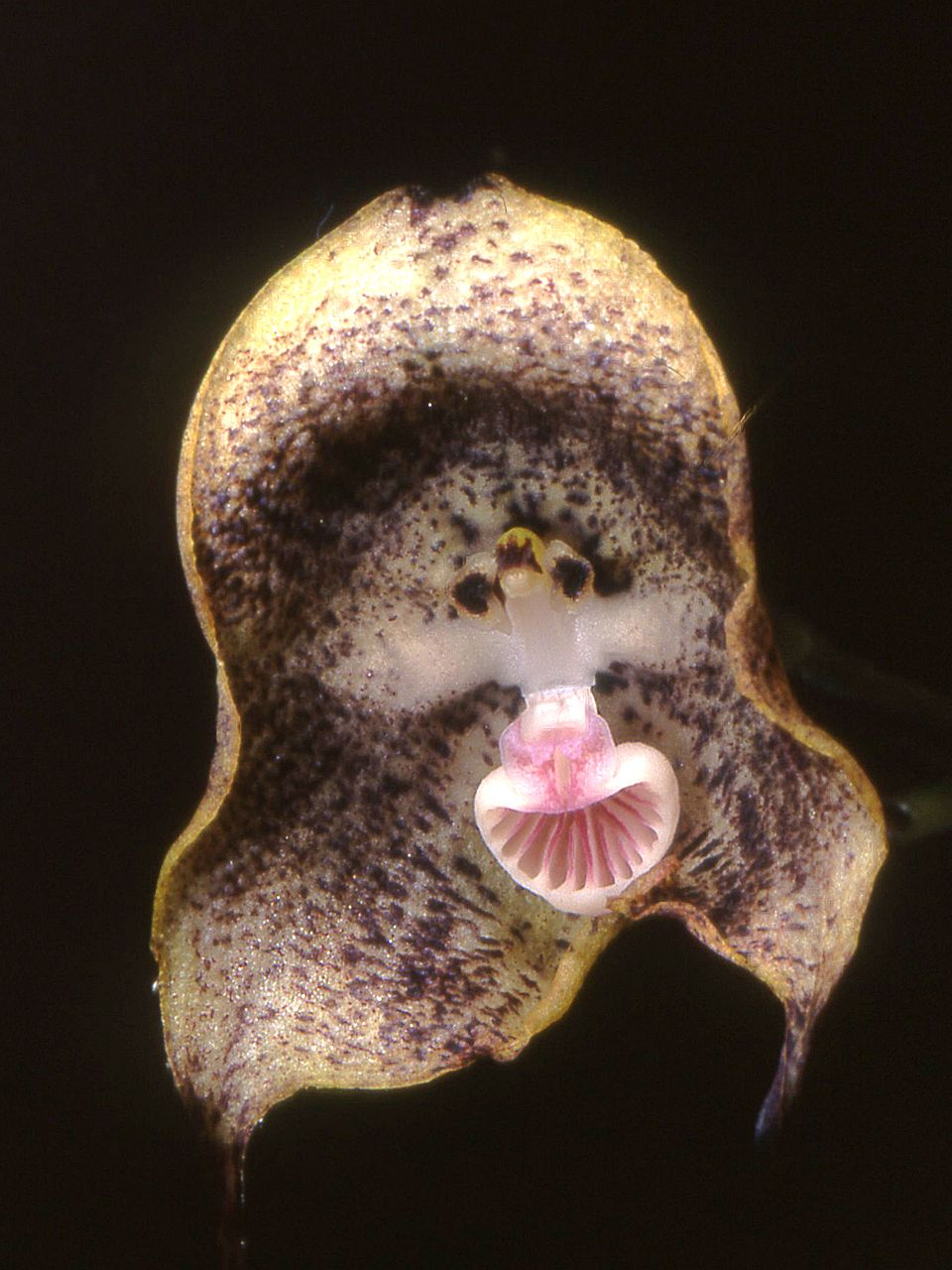

## Dottertaxa tillDracula, i alfabetisk ordning[1]
- Dracula adrianae
- Dracula alcithoe
- Dracula amaliae
- Dracula andreettae
- Dracula anicula
- Dracula anthracina
- Dracula antonii
- Dracula aphrodes
- Dracula astuta
- Dracula barrowii
- Dracula bella
- Dracula bellerophon
- Dracula benedictii
- Dracula berthae
- Dracula brangeri
- Dracula callithrix
- Dracula carcinopsis
- Dracula carlueri
- Dracula chestertonii
- Dracula chimaera
- Dracula chiroptera
- Dracula christineana
- Dracula circe
- Dracula citrina
- Dracula cochliops
- Dracula cordobae
- Dracula cutis-bufonis
- Dracula dalessandroi
- Dracula dalstroemii
- Dracula decussata
- Dracula deltoidea
- Dracula deniseana
- Dracula dens-canis
- Dracula diabola
- Dracula diana
- Dracula dodsonii
- Dracula erythrochaete
- Dracula erythrocodon
- Dracula exasperata
- Dracula fafnir
- Dracula felix
- Dracula fuligifera
- Dracula fuliginosa
- Dracula gastrophora
- Dracula gigas
- Dracula gorgona
- Dracula gorgonella
- Dracula hawleyi
- Dracula hirsuta
- Dracula hirtzii
- Dracula houtteana
- Dracula inaequalis
- Dracula incognita
- Dracula inexperata
- Dracula insolita
- Dracula iricolor
- Dracula janetiae
- Dracula kareniae
- Dracula lafleurii
- Dracula lehmanniana
- Dracula lemurella
- Dracula leonum
- Dracula levii
- Dracula ligiae
- Dracula lindstroemii
- Dracula lotax
- Dracula maduroi
- Dracula mantissa
- Dracula marsupialis
- Dracula mendozae
- Dracula minax
- Dracula mopsus
- Dracula morleyi
- Dracula navarroorum
- Dracula nigritella
- Dracula nosferatu
- Dracula nycterina
- Dracula octavioi
- Dracula olmosii
- Dracula ophioceps
- Dracula orientalis
- Dracula ortiziana
- Dracula papillosa
- Dracula pholeodytes
- Dracula pileus
- Dracula platycrater
- Dracula polyphemus
- Dracula portillae
- Dracula posadarum
- Dracula presbys
- Dracula psittacina
- Dracula psyche
- Dracula pubescens
- Dracula pusilla
- Dracula radiosa
- Dracula radiosyndactyla
- Dracula rezekiana
- Dracula ripleyana
- Dracula robledorum
- Dracula roezlii
- Dracula rojasii
- Dracula saulii
- Dracula schudelii
- Dracula senex-furens
- Dracula sergioi
- Dracula severa
- Dracula sibundoyensis
- Dracula sijmii
- Dracula simia
- Dracula sodiroi
- Dracula syndactyla
- Dracula terborchii
- Dracula trinympharum
- Dracula tsubotae
- Dracula tubeana
- Dracula ubangina
- Dracula wallisii
- Dracula vampira
- Dracula veleziana
- Dracula velutina
- Dracula venefica
- Dracula venosa
- Dracula verticulosa
- Dracula vespertilio
- Dracula villegasii
- Dracula vinacea
- Dracula vlad-tepes
- Dracula woolwardiae
- Dracula xenos